# Роджерс, Майкл (велогонщик)
Майкл Роджерс (англ. Michael Rogers, род. 20 декабря 1979 в Бархэме, Новый Южный Уэльс, Австралия) — австралийский профессиональный трековый и шоссейный велогонщик. Трёхкратный чемпион мира в индивидуальной гонке на время в 2003, 2004 и 2005 годах. Бронзовый призёр летних Олимпийских игр 2004 года. Участник летних Олимпийских игр 2000, 2008 и 2012 годов.

## Биография
С 18 декабря 2013 по 23 апреля 2014 года был временно дисквалифицирован в связи с не подтвердившимся подозрением в употреблении кленбутерола. После отмены дисквалификации, несмотря на отсутствие соревновательной практики, был включен Бьярне Рийсом в состав Tinkoff-Saxo на Джиро д’Италия, где одержал две победы, а затем и на Тур де Франс, в котором пришёл первым к финишу 16-го этапа.

## Победы на треке
| 1997 - Чемпионат мира: - Чемпион в командной гонке преследования среди юниоров - Чемпион в гонке по очкам среди юниоров - Индивидуальная гонка преследования, юниоры — 2-е место | 1998 - Игры Содружества: - Командная гонка преследования — 1-е место - Скрэтч — 1-е место - Чемпион Австралии в индивидуальной гонке преследования |

## Победы на шоссе
| 1996 - Чемпион Австралии в индивидуальной гонке на время среди юниоров 1998 - Чемпионат мира среди юниоров, индивидуальная гонка на время — 2-е место 1999 - Чемпионат мира до 23 лет, индивидуальная гонка на время — 2-е место 2000 - Тур Даун Андер — этап 2 - Чемпионат мира до 23 лет, индивидуальная гонка на время — 3-е место 2002 - Тур Бюса — генеральная классификация - Тур Даун Андер — этап 2 и генеральная классификация - Игры Содружества, индивидуальная гонка на время — 2-е место 2003 - Чемпион мира в индивидуальной гонке на время - Тур Германии — этап 6 и генеральная классификация - Рут-дю-Сюд — этап 3 и генеральная классификация - Тур Бельгии — генеральная классификация 2004 - Чемпион мира в индивидуальной гонке на время | 2005 - Чемпион мира в индивидуальной гонке на время - Олимпийские игры, индивидуальная гонка на время — 3-е место 2006 - Регио-Тур — этап 3 2009 - Чемпион Австралии в индивидуальной гонке на время - Джиро д’Италия — этап 1 (TTT) 2010 - Тур Калифорнии — генеральная классификация - Вуэльта Андалусии — генеральная классификация 2012 - Тур Баварии — этапы 2, 4 и генеральная классификация - Чемпионат Австралии, индивидуальная гонка на время — 3-е место 2013 - Кубок Японии 2014 - Джиро д’Италия — этап 11, 20 - Тур де Франс — этап 16 |

## Статистика выступлений наГранд Турах
| Гранд Тур | 2003 | 2004 | 2005 | 2006 | 2007 | 2008 | 2009 | 2010 | 2011 | 2012 | 2013 | 2014 | 2015 |
| --------- | ---- | ---- | ---- | ---- | ---- | ---- | ---- | ---- | ---- | ---- | ---- | ---- | ---- |
| Джиро     | -    | -    | -    | сход | -    | -    | 6    | -    | -    | -    | -    | 18   | 33   |
| Тур       | 42   | 22   | 41   | 9    | -    | сход | 101  | 36   | -    | 23   | 16   | 26   | 36   |
| Вуэльта   | -    | -    | -    | -    | -    | -    | -    | -    | -    | -    | -    | -    |      |